# Royal Palace (cheval)
Pour les articles homonymes, voir Royal Palace.
Royal Palace (1964-1991) est un cheval de course pur-sang anglais.

## Carrière
Propriété de son éleveur Jim Joel, confié au grand entraîneur Noel Murless, Royal Palace débute à 2 ans directement dans les Coventry Stakes, lors du meeting de Royal Ascot, mais il échoue et termine non placé tandis que l'Irlandais Bold Lad s'impose. On le retrouve deux mois plus tard dans les Acomb Stakes, et cette fois tout se passe au mieux, il ouvre son palmarès. De retour à Ascot en septembre, il enchaîne avec les Royal Lodge Stakes, et ces deux victoires en trois sorties lui permettent en fin d'année d'occuper la deuxième place du Free Handicap, un classement des meilleurs poulains des îles britanniques, derrière l'invaincu Bold Lad. 
Désormais associé au jockey australien George Moore, Royal Palace fait son retour, sans course de rentrée, dans les 2000 Guinées. C'est la première fois qu'une course classique anglaise recourt aux stalles de départ, et non plus aux élastiques. Royal Palace partage partage le statut de favori avec Bold Lad. Ce dernier déçoit fortement, mais Royal Palace, lui, s'impose à la lutte devant le Français Taj Dewan. N'ayant pas de doute quant à la tenue ce fils de Ballymoss, Noel Murless le dirige vers le Derby d'Epsom, où il n'a pas à lutter puisqu'il laisse à distance Ribocco et vingt des meilleurs poulains anglo-irlandais. Vainqueur des deux premiers volets de la Triple Couronne anglaise, Royal Palace se prépare logiquement pour cueillir le troisième, le St. Leger de Doncaster, disputé en septembre. Mais une blessure en août l'empêche de s'aligner au départ des Great Voltigeur Stakes, qui devaient lui servir de préparatoire, et un mauvais travail à l'entraînement une semaine avant le plus vieux des classiques, auront raison de ses ambitions de Triple Couronne. Noel Murless choisit de faire l'impasse et quand il revient en octobre, il est battu par Reform et Taj Dewan dans les Champion Stakes, confirmant qu'il n'a pas recouvré tous ses moyens. 
Ce sera la deuxième et dernière défaite de la carrière de Royal Palace, qui va enchaîner cinq victoires en autant de sorties en 1968, toujours monté par le jeune Sandy Barclay, qui a remplacé George Moore. Il rentre dans les Coronation Stakes (les actuels Brigadier Gerard Stakes), puis enquille la Coronation Cup et les Prince of Wales's Stakes durant le meeting d'Ascot, où seul le valeureux second couteau Djehad ose le défier. En revanche, il affronte un lot exceptionnel dans les Eclipse Stakes, avec son vieux rival Taj Dewan et surtout l'excellent vainqueur du Derby 1968, Sir Ivor, dont on fait le favori. La course évoque aux plus anciens l'édition 1903 des Eclipse Stakes, dans laquelle les Derby-winners Ard Patrick et Rock Sand avaient défié la grande Sceptre. Comme 65 ans plus tôt, les aînés ont le dernier mot, Royal Palace devance Taj Dewan (après le développement interminable d'une photo finish dont le verdict sera accueilli d'un retentissant "merde !" de l'entraîneur du Français, Roger Corme), tandis que Sir Ivor échoue à leur hanche. En 2005, le Racing Post, le plus grand journal hippique anglais, classera cette édition des Eclipse Stakes à la 41e place dans sa liste des 100 plus grandes courses de l'histoire.  
Trois semaines après son plus beau succès, Royal Palace prouve qu'il est bien non seulement le meilleur des Anglais, mais peut-être le meilleur cheval d'Europe en s'adjugeant les King George & Queen Elizabeth Stakes devant les Français Felicio et Topyo, le tenant du titre du Prix de l'Arc de Triomphe. Mais cette victoire a un coût : Royal Palace se blesse dans les derniers mètres de la course, et on ne reverra plus en piste ce champion presque invincible, à qui Timeform décerne un rating curieusement moyen, 131, et qui n'a jamais eu l'heur d'obtenir un titre de cheval de l'année, snobé au détriment de Busted (qui lui avait servi de partenaire d'entraînement, avant de se révéler lui-même un champion) en 1967 et de Sir Ivor l'année suivante. 

### Résumé de carrière
| Date        | Hippodrome  | Pays        | Course                               | Distance    | Jockey      | Place       | Écart       | Deuxième    |
| 1966, 2 ans | 1966, 2 ans | 1966, 2 ans | 1966, 2 ans                          | 1966, 2 ans | 1966, 2 ans | 1966, 2 ans | 1966, 2 ans | 1966, 2 ans |
| ----------- | ----------- | ----------- | ------------------------------------ | ----------- | ----------- | ----------- | ----------- | ----------- |
| Juin        | Ascot       | Royaume-Uni | Coventry Stakes                      | 1 200 m     | L. Piggott  | 0           | ―           | Bold Lad    |
| Août        | York        | Royaume-Uni | Acomb Stakes                         | 1 200 m     | L. Piggott  | 1er         | ―           | ―           |
| Septembre   | Ascot       | Royaume-Uni | Royal Lodge Stakes                   | 1 200 m     | L. Piggott  | 1er         | 1 ½         | Slip Stitch |
| 1967, 3 ans |             |             |                                      |             |             |             |             |             |
| 3 mai       | Newmarket   | Royaume-Uni | 2000 Guinées                         | 1 600 m     | G. Moore    | 1er / 18    | cte tête    | Taj Dewan   |
| 7 juin      | Epsom       | Royaume-Uni | Derby                                | 2 400 m     | G. Moore    | 1er / 22    | 2 ½         | Ribocco     |
| 21 octobre  | Newmarket   | Royaume-Uni | Champion Stakes                      | 2 000 m     | G. Moore    | 3e / 7      | 3 ½         | Reform      |
| 1968, 4 ans |             |             |                                      |             |             |             |             |             |
| Mai         | Sandown     | Royaume-Uni | Coronation Stakes                    | 2 000 m     | S. Barclay  | 1er / 5     | 1           | Sidon       |
| 30 mai      | Epsom       | Royaume-Uni | Coronation Cup                       | 2 400 m     | S. Barclay  | 1er / 4     | 2           | Bamboozle   |
| 18 juin     | Ascot       | Royaume-Uni | Prince of Wales's Stakes             | 2 000 m     | S. Barclay  | 1er / 2     | ―           | Djehad      |
| 6 juillet   | Sandown     | Royaume-Uni | Eclipse Stakes                       | 2 000 m     | S. Barclay  | 1er / 5     | cte tête    | Taj Dewan   |
| 27 juillet  | Ascot       | Royaume-Uni | King George & Queen Elizabeth Stakes | 2 400 m     | S. Barclay  | 1er / 7     | 1/2         | Felicio     |

## Au haras
Royal Palace ne fut pas un étalon à la hauteur de son formidable palmarès, et il fut peu à peu diriger vers une jumenterie de courses d'obstacles. Il a néanmoins produit la championne Dunfermline, lauréate en 1977 des Oaks et du St. Leger sous la casaque de la Reine d'Angleterre, et seul cheval à avoir devancé Alleged.
Royal Palace fut euthanasié en 1991, à 27 ans, en raison des infirmités dues à son âge. Il repose au haras national d'Angleterre.

## Origines
De grande naissance, Royal Palace est le meilleur produit du champion irlandais Ballymoss, lauréat du Prix de l'Arc de Triomphe en 1958 et qui s'est surtout illustré au haras comme père de mères. Sa mère, Crystal Palace, fut une excellente jument de course, lauréate des Falmouth Stakes et des Nassau Stakes en 1959, et qui s'est avéré tout aussi douée au haras puisqu'elle a donné : 
- Prince Consort (par Right Royal) : Princess of Wales's Stakes, 3e St. Leger.
- Selhurst (par Charlottesville) : Hardwicke Stakes, Ormonde Stakes, 2e King Edward VII Stakes, 3e Royal Lodge Stakes
- Glass Slipper (par Relko) : 2e Musidora Stakes. Mère de : 
  - Light Cavalry (par Brigadier Gerard) : St. Leger, King Edward VII Stakes, Prince of Wales's Stakes
  - Fairy Footsteps (par Mill Reef) : 1000 Guinées, Nell Gwynn Stakes

Crystal Palace est issue d'une superbe lignée, fille de Queen of Light, lauréate des Criterion Stakes et troisième des Cheveley Park Stakes, et petite-fille de Picture Play, qui remporta les 1000 Guinées en 1944.

### Pedigree
| Origines de Royal Palace (GB), mâle bai né en 1964, bay stallion 1964 | Origines de Royal Palace (GB), mâle bai né en 1964, bay stallion 1964 | Origines de Royal Palace (GB), mâle bai né en 1964, bay stallion 1964 | Origines de Royal Palace (GB), mâle bai né en 1964, bay stallion 1964 |
| --------------------------------------------------------------------- | --------------------------------------------------------------------- | --------------------------------------------------------------------- | --------------------------------------------------------------------- |
| Père Ballymoss                                                        | Mossborough                                                           | Nearco                                                                | Pharos                                                                |
| Père Ballymoss                                                        | Mossborough                                                           | Nearco                                                                | Nogara                                                                |
| Père Ballymoss                                                        | Mossborough                                                           | All Moonshine                                                         | Bobsleigh                                                             |
| Père Ballymoss                                                        | Mossborough                                                           | All Moonshine                                                         | Selene                                                                |
| Père Ballymoss                                                        | Indian Call                                                           | Singapore                                                             | Gainsborough                                                          |
| Père Ballymoss                                                        | Indian Call                                                           | Singapore                                                             | Tetrabazzia                                                           |
| Père Ballymoss                                                        | Indian Call                                                           | Flittermere                                                           | Buchan                                                                |
| Père Ballymoss                                                        | Indian Call                                                           | Flittermere                                                           | Keysoe                                                                |
| Mère Crystal Palace                                                   | Solar Slipper                                                         | Windsor Slipper                                                       | Windsor Lad                                                           |
| Mère Crystal Palace                                                   | Solar Slipper                                                         | Windsor Slipper                                                       | Carpet Slipper                                                        |
| Mère Crystal Palace                                                   | Solar Slipper                                                         | Solar Flower                                                          | Solario                                                               |
| Mère Crystal Palace                                                   | Solar Slipper                                                         | Solar Flower                                                          | Serena                                                                |
| Mère Crystal Palace                                                   | Queen of Light                                                        | Borealis                                                              | Brumeux                                                               |
| Mère Crystal Palace                                                   | Queen of Light                                                        | Borealis                                                              | Aurora                                                                |
| Mère Crystal Palace                                                   | Queen of Light                                                        | Picture Play                                                          | Donatello                                                             |
| Mère Crystal Palace                                                   | Queen of Light                                                        | Picture Play                                                          | Amuse (famille 1-s)                                                   |